# Перлинниця антарктична
Перлинниця антарктична, або колобанус антарктичний чи колобантус Кіто (Colobanthus quitensis (Kunth) Bartl.) — один з двох видів покритонасінних рослин (інший — щучник антарктичний (Deschampsia antarctica E.Desv.), які освоїли північно-західну частину Антарктичного півострова.

## Класифікація

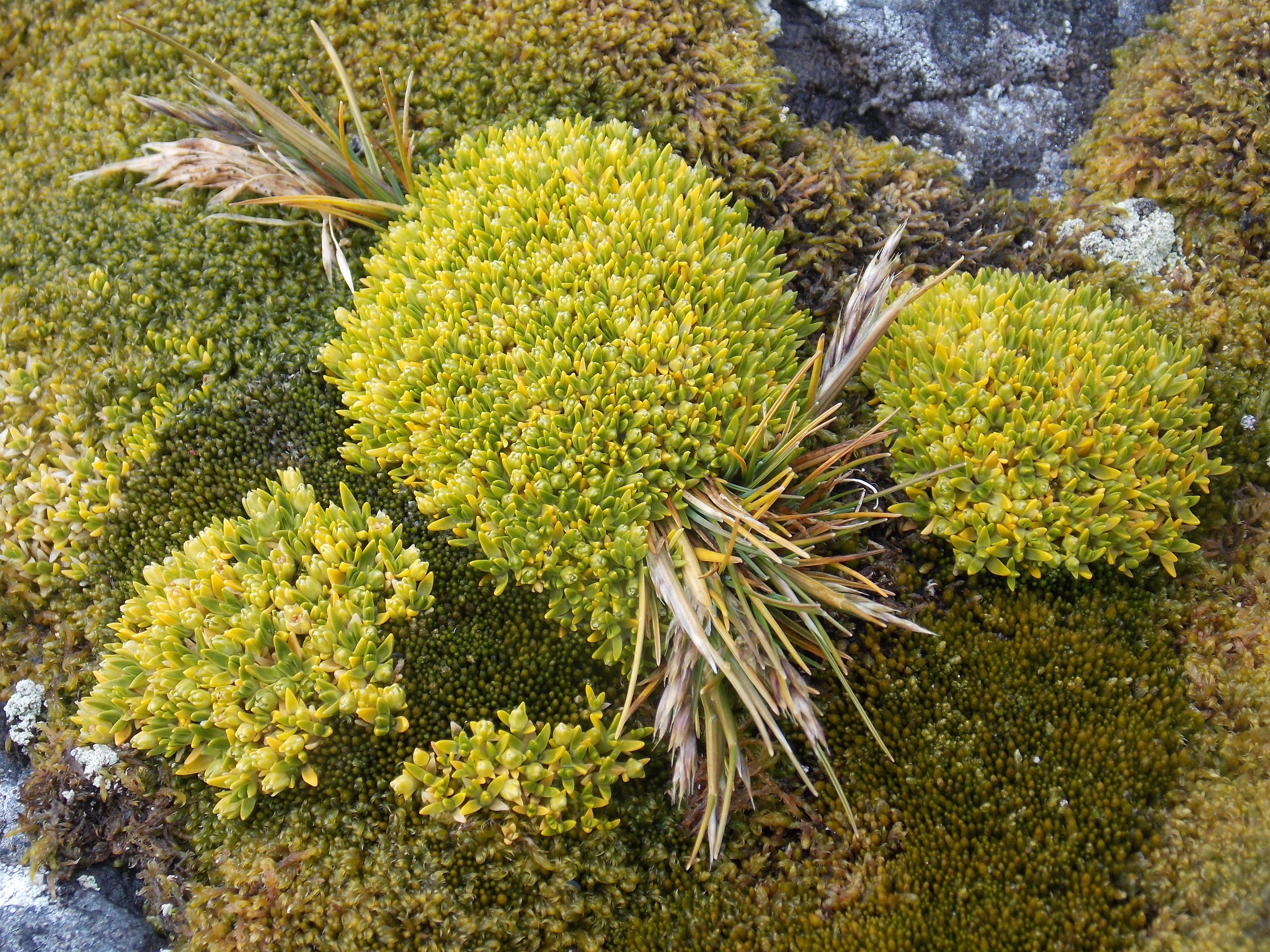
Перлинниця антарктична — південний родич звичайного мокрецю (Sagina) поширеного по всій Україні

Рід перлинниця (Colobanthus) поширений тільки в Південній півкулі. Інформація про кількість видів, що належать до цього роду, варіює в різних джерелах й у середньому складає 30 видів. З усіх видів роду тільки перлинниця антарктична поширена в Морській Антарктиці, досягаючи в своєму поширенні затоки Лазарєва на острові Олександра. 

## Поширення та середовище існування
Антарктична перлинниця поширена також в горах на Вогняній Землі та в Патагонії. Поруч з щучником антарктичним на колишньому ложі льодовиків зустрічається також перлинниця паличковидна (Colobanthus subulatus). Цей вид в Антарктиці не зустрічається і просувається на південь лише до Південної Джорджії. В горах Вогняної Землі поширений ще один вид — перлинниця плауновидна (Colobanthus lycopodioides).

В умовах Аргентинських островів вид відомий з ділянок експонованих на північний-захід скель островів Галіндез, Скуа, Вісімки, Барселот. Українським дослідником в 2014 р. вид виявлено також на такому ж схилі острова Ірізар. Не виключено, що більш ретельне обстеження північної частини острова Пітерман дозволить виявити деякі інші популяції цього рідкісного виду.

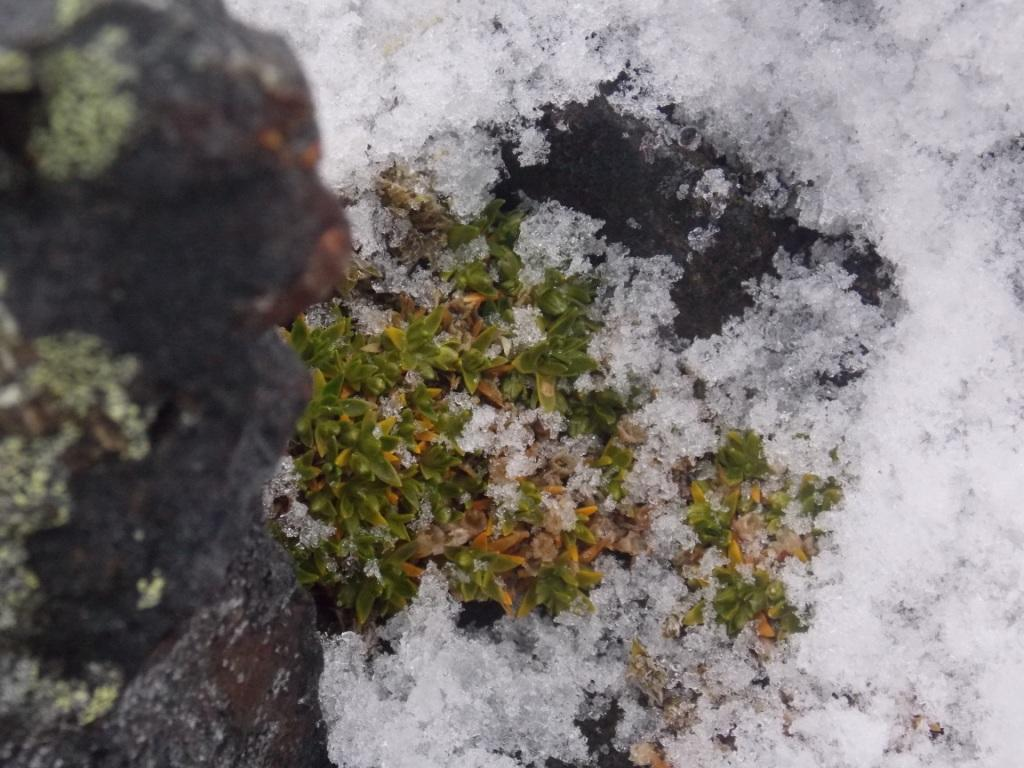
Перлинниця добре переносить усі примхи антарктичного довкілля

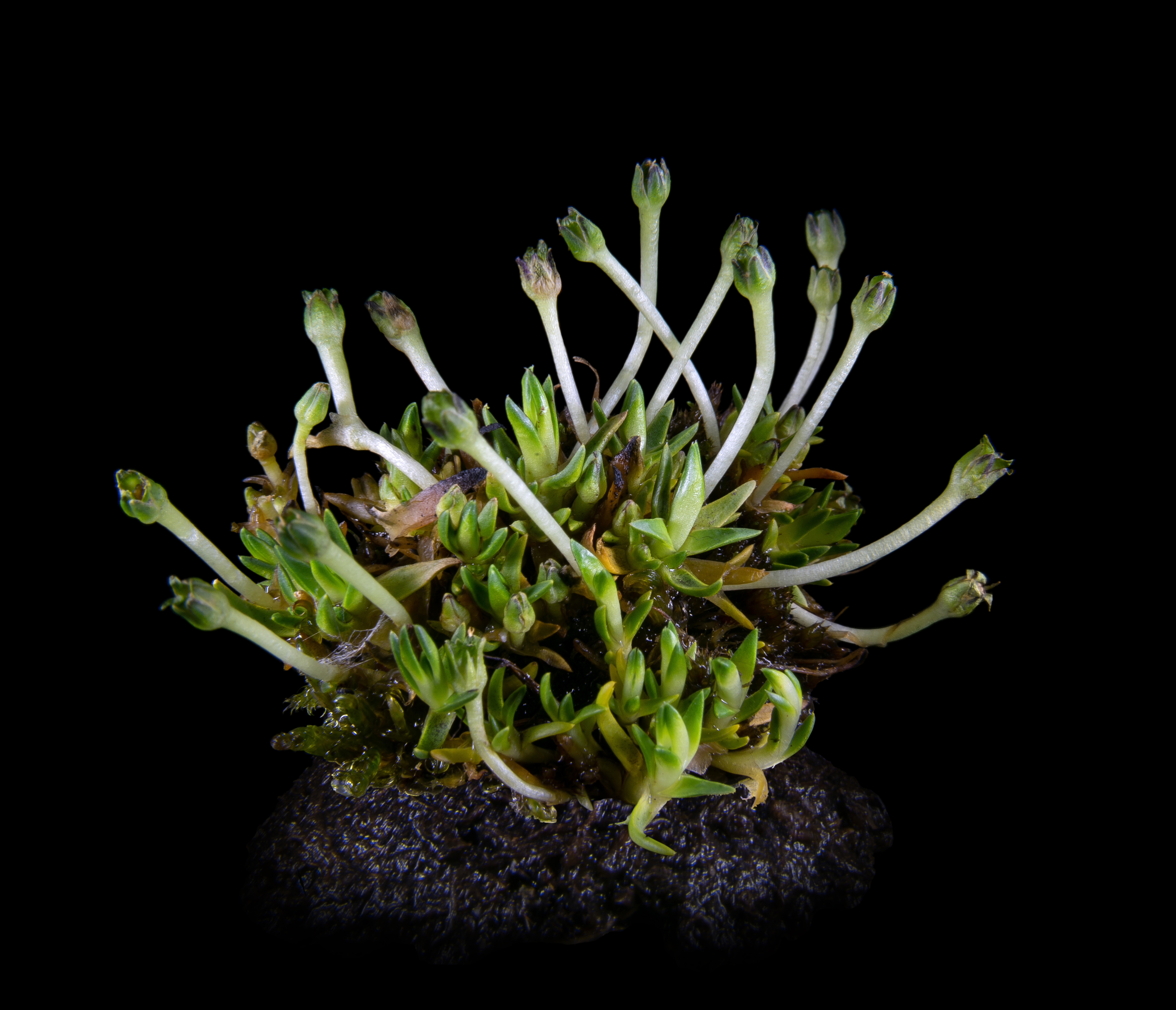
Перлинниця антарктична в більш сприятливих умовах змінює свій вигляд, що демонструє жорсткість природних умов її зростання

Залишається таємницею механізм поширення перлинниці на нові місця та зростання лише в певних обмежених фрагментах району Аргентинських островів. Що це: релікти колишнього неперервного трансандійського ареалу? Тоді звідки таке добре поновлення цього виду на антропогенно-трансформованій ділянці околиць станції Палмер? Лише в сезоні 2015/16 рр. на острові Скуа було виявлено обривання домініканським мартином пагонів перлинниці з достатньо великої популяції та їх використання в побудові гнізда на прилеглій, але ізольованій протокою скелі. У цей же час виявлено невелику популяцію перлинниці (4 особини) поблизу гніздової ділянки мартина. Це може свідчити про можливість переносу пагонів з насінням на інші придатні території. Проте це, імовірно, відбувається набагато рідше, ніж у випадку щучника. У зв'язку з відсутністю збільшення кількості відомих популяцій перлинниці та їхнього розміру, необхідно взяти їх під охорону, зокрема заборонити збирання цілих рослин для наукових цілей.